# R5 (Slowakije)
De R5 is een geplande expresweg in Slowakije. De R5 wordt een korte verbinding (2 kilometer) tussen Žilina en het stedelijke gebied van Ostrava. De R5 begint aan de D3 ten noorden van Čadca en eindigt aan de grens met Tsjechië (richting  D48). De R5 maakt deel uit van de E75.
D1 · D2 · D3 · D4   ·  
R1 · R2 · R3 · R4 · R5 · R6 · R7 · R8